# 王汉伦

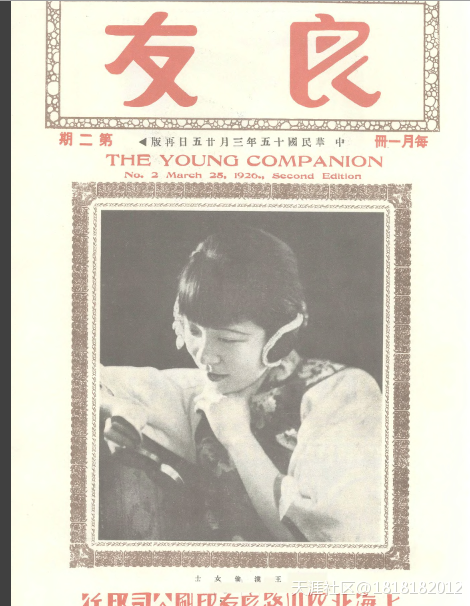
王汉伦

王汉伦（1903年—1978年8月17日），原名彭琴士，字剑青，女，江苏苏州人，中国早期电影演员。1923年踏入影坛，出演默片《孤儿救祖记》而成名。

## 逸事
1926年左右，王汉伦在菲律宾花费120大洋烫发。1932年的《开麦拉电影图画杂志》将此事记录在案，成为中国明星烫发最早记录。